# Szontágh Sámuel
Szontágh Sámuel (Eperjes, 1736. február 26. – Eperjes, 1822. július 7.) a Tiszai evangélikus egyházkerület püspöke 1808-tól haláláig.

## Élete
Az eperjesi kollégiumban tanult, majd Sajógömörön és Osgyánban. 1755-ben a pozsonyi líceumba ment, ahol négy éven át teologiát és filozofiát hallgatott. A külföldi egyetemeket huzamos ideig látogatta. 1775-ben Kassára másodlelkészül választották, és amikor külföldről hazatért, 1776-ban hivatalába beiktatták. 1784-ben Kassán első pap, és ugyanebben az évben a VI. szabad királyi városi esperesség esperesévé lett. 1791. május 10-én helyettes szuperintendenssé választották. 1806. október 28-án harminc évi lelkészi szolgálat után hivataláról lemondott. Mielőtt egyházától végképen elbúcsúzott volna, az úgynevezett Malom-utcában saját pénzén 1000 forintért telket vásárolt, amelyen letette az új templom alapkövét. 
Eperjesre visszavonulva, nem sokáig élvezhette a magány nyugalmát, mert Nikolay Sámuel szuperintendens hirtelen bekövetkezett halála után, 1808. április 27-én a tiszai egyházkerület által szuperintendenssé választották meg, és a következő napon be is iktatták. 1809-ben Sáros és Torna vármegyék táblabíróvá választották. A göttingai egyetem 1817-ben a teologia doktorává avatta. Összes vagyonát az evangélikus egyház anyagi felsegítésére fordította.

## Művei
Dolgozatai közül szószéki beszédein kívül említést érdemel: 
- Occasionalia chronosticha és
- Epigrammata című kéziratának egy kötete.